# 舍利塔街道
舍利塔街道，是中华人民共和国辽宁省沈阳市皇姑区下辖的一个乡镇级行政单位。

## 行政区划
舍利塔街道下辖以下地区：
六零一社区、塔中社区、七六七社区、太平社区、舍利塔社区、怒江北社区、花园社区、延河社区、太东社区、警院社区、汾河社区、淮北社区、淮东社区、渭河社区、百鸟社区和怒江社区。